# Jelizaveta Michajlovna Dolgorukovová
Kněžna Alžběta (Jelizaveta) Michajlovna Dolgorukovová (rusky Елизавета Михайловна Долгорукова, provdaná Seleckaja, 1769-1822) byla ruská šlechtična z rodu Dolgorukovových a básnířka.

## Životopis
Jelizaveta Dolgorukovová se narodila v roce 1769 jako dcera knížete Michaila Ivanoviče Dolgorukova a jeho druhé manželky baronky Anny Nikolajevny Stroganovové, a vnučka knížete Ivana Alexejeviče, oblíbence Petra II., popraveného roku 1739 v Novgorodu. 
Byla vdaná za Vasilije Lavrentjeviče Seleckého.

### Poezie
Stejně jako její bratr, Ivan Michajlovič Dolgorukov, psala básně, z nichž některé byly s jejím plným podpisem publikovány v moskevském časopise Ippokrena aneb Útěchy krasomluvy pro rok 1799 (část 4, s. 128, 231 a 239). Podle „RBSP“ měla kněžna Dolgorukovová nevelký a málo rozvinutý, ale nepochybný poetický talent“. 
Jejími nejznámějšími díly jsou:
- «Стихи, писанные в жестокой и опасной болезни» („Básně psané v kruté a nebezpečné nemoci“)
- «Элегия на кончину сестры, графини А. М. Ефимовской» („Elegie ma smrt sestry, hraběnky A. M. Jefimovské")
- «Эпитафия» ("Epitaf") .

Kněžna Jelizaveta Michajlovna Dolgorukovová-Seleckaja zemřela v roce 1822.